# Minas y Ferrocarriles de Utrillas
Minas y Ferrocarriles de Utrillas, S.A. (MFU) fue una empresa minera española, actualmente desaparecida. La compañía fue fundada en 1900 en el Casino Mercantil de Zaragoza con el objeto la explotación de los lignitos de la comarca turolense Cuencas Mineras. Su actividad económica y comercial se prolongó durante más de un siglo hasta 2002, año de su liquidación.

## Historia
Constituida inicialmente con capital aragonés, por el volumen de inversiones era la más importante sociedad de su época en Aragón. En 1900 disponía de un capital social de doce millones de pesetas, que fueron ampliados hasta quince millones en 1904. No obstante, una planificación deficiente basada en un desmesurado optimismo en las previsiones de la explotación, acarreó múltiples problemas posteriores. La mayor parte de su carbón fue consumido por las azucareras zaragozanas.
La reducción en la producción de carbón por parte de Inglaterra en 1912 y la elevación del precio del mismo en 1918 como consecuencia de la Primera Guerra Mundial, propiciaron una etapa de prosperidad para la empresa. Tras la Guerra Civil fue vendida por sus antiguos propietarios a Ebro, Azúcares y Alcoholes para posteriormente (1950) pasar a formar parte de un grupo de capital catalán, Figols, presidido por Felipe Lafita Fabio.
De 1904 a 1966 se utilizó una línea ferroviaria para trasladar el material extraído desde Utrillas a Zaragoza, construida para tal efecto. Además, existía ferrocarril auxiliar de 600 milímetros de ancho y 7 km de longitud, que unía los lavaderos de carbón con la mina Sur. La línea Utrillas-Zaragoza estuvo en servicio hasta la década de 1960.
En 1976 empleaba al 66,7% de los trabajadores de la minería en la cuenca turolense de Utrillas-Montalbán, con un total de 1.460 empleados. En 1999 el número de trabajadores era tan solo de 150. El año 2002, Minas y Ferrocarriles de Utrillas cesó totalmente en sus actividades mineras.

## Red ferroviaria

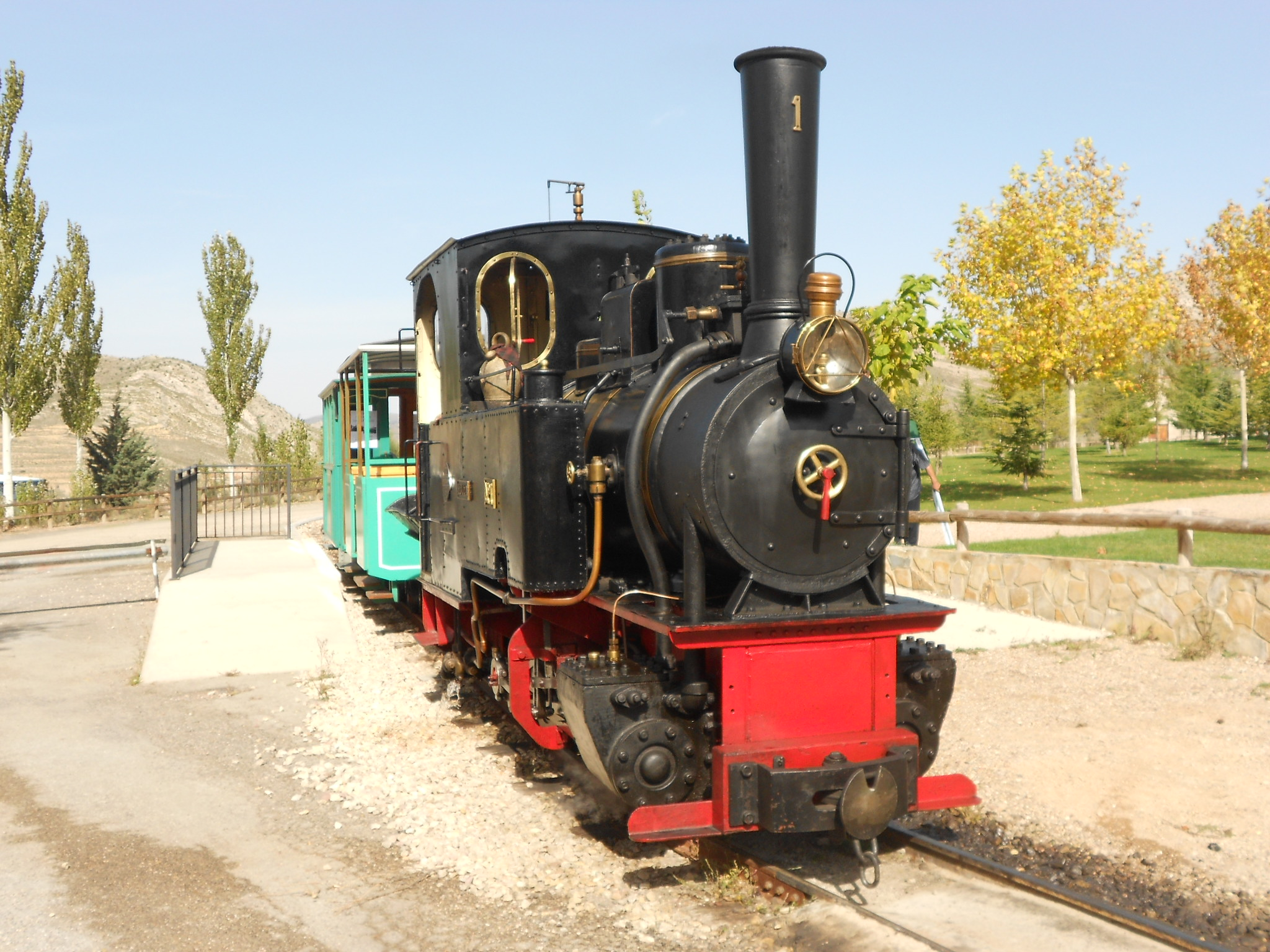
Locomotora «Hulla» de la antigua línea Utrillas-Zaragoza, restaurada y en funcionamiento en el Parque Temático de la Minería en Utrillas.

En 1904 se pone en funcionamiento el ferrocarril de vía estrecha que comunicaba Utrillas con la ciudad de Zaragoza. Se trataba de un ferrocarril de 127 kilómetros y ancho métrico. Se construyeron una serie de estaciones, apeaderos y casillas a lo largo de toda la línea. En la capital maña, sin embargo, se adquirió y rehabilitó la antigua estación de Zaragoza-Cappa como terminal de la línea procedente de Utrillas.